# Zelotes helanshan
Zelotes helanshan este o specie de păianjeni din genul Zelotes, familia Gnaphosidae, descrisă de Tang et al., 1997. Conform Catalogue of Life specia Zelotes helanshan nu are subspecii cunoscute.